# .com
.com (skrót od commercial) – domena najwyższego poziomu (ang. top-level domain, TLD). Domena została stworzona dla wykorzystywania jej w celach biznesowych i komercyjnych.
Domena .com jest najpopularniejszą domeną na świecie, korzystają z niej również podmioty niekomercyjne (organizacje), choć dla nich przeznaczone są m.in. domeny .org.
Została stworzona w styczniu 1985 roku, a pierwsza zarejestrowana domena to symbolics.com. Aktualnie obsługiwana jest przez VeriSign Global Registry Services, która to prowadzi rejestrację i nadzór nad nią. Domena .com nie miała żadnych restrykcji co do swoich użytkowników, aż do roku 1990. Dopiero popularyzacja Internetu i jego ogólnodostępność spowodowała zwiększenie zainteresowania domeną .com oraz wzrost jej popularności.
Wiele firm wraz z rozwojem tzw. bańki internetowej w latach 1997-2001 rejestrowało wiele domen dot-com. Zaistniała wtedy również moda na nazwę "nazwa firmy.com". Pojawiały się nawet rozszerzenia takie jak np. .coms, praktyki te jednak zatrzymano w 2001 roku. Wprowadzenie tych ograniczeń nie miało jednak żadnego wpływu na popularność domeny .com.
W roku 2010 było zarejestrowanych ponad 80 milionów domen .com.